# Ostrów (gmina Ozorków)
Ostrów – wieś w Polsce, położona w województwie łódzkim, w powiecie zgierskim, w gminie Ozorków.
Wieś królewska starostwa łęczyckiego, położona w powiecie łęczyckim województwa łęczyckiego w końcu XVI wieku. W latach 1975–1998 miejscowość należała administracyjnie do ówczesnego województwa łódzkiego.